# Step Back in Time
Step Back in Time è un brano musicale della cantante australiana Kylie Minogue, pubblicato nel 1990 come singolo estratto dal suo terzo album in studio Rhythm of Love. La canzone è stata scritta e prodotta da Mike Stock, Matt Aiken e Peter Waterman.

## Tracce
CD
1. Step Back in Time (edit) – 3:03
2. Step Back in Time (Walkin' Rhythm Mix) – 8:05
3. Step Back in Time (Instrumental) – 3:30

Vinile 7"
1. Step Back in Time (edit) – 3:03
2. Step Back in Time (Instrumental) – 3:30

Vinile 12"
1. Step Back in Time (Walkin' Rhythm Mix) – 8:05
2. Step Back in Time (Extended Instrumental) – 4:59